# Partula clara
Partula clara је пуж из реда Stylommatophora и фамилије Partulidae. 

## Угроженост
Ова врста је крајње угрожена и у великој опасности од изумирања.

## Распрострањење
Француска Полинезија је једино познато природно станиште врсте.

## Популациони тренд
Популација ове врсте се смањује, судећи по расположивим подацима.

## Станиште
Врста Partula clara има станиште на копну.